# زبان نامونویتو
زبان نامونویتو یکی از زبان‌های میکرونزیایی در ایالات فدرال میکرونزی است. این زبان در آب‌سنگ حلقوی نامونویتو صحبت می‌شود.